# Dębniak (powiat zgierski)
Dębniak – wieś w Polsce położona w województwie łódzkim, w powiecie zgierskim, w gminie Zgierz.
Miejscowość wchodzi w skład sołectwa Kania Góra.
W latach 1975–1998 Dębniak administracyjnie należał do ówczesnego województwa łódzkiego.